# Oceja
Oceja (antigament també grafiat Osseja, en francès Osséja) és una comuna de la Catalunya del Nord, a la comarca de l'Alta Cerdanya. Administrativament, pertany a l'Estat francès.

## Etimologia
En un llarg article del seu Onomasticon Cataloniæ, Joan Coromines explica l'origen d'Osseja (com conta en el seu article), després de descartar diverses altres interpretacions i hipòtesis, a partir de dues arrels iberobasques. L'una, present a molts altres topònims cerdans i pirinencs, és -eja, de l'ètim -egi (vessant de muntanya); l'altra, segons Coromines, oltze/ultze (fusta). Per tant, es tractaria d'un topònim descriptiu del lloc on és situat Oceja: uns vessants de muntanya plens de boscos dels quals extreure fusta.

## Geografia

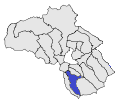
Oceja a l'Alta Cerdanya

### Localització i característiques generals
El terme comunal d'Oceja, de 171.300 hectàrees d'extensió, és situat en plena plana cerdana en el seu terç septentrional (els altres dos terços són contraforts de la serralada dels Pirineus), al sud de la comarca de l'Alta Cerdanya. És un terme del tot envoltat per altres comunes cerdanes. A l'extrem meridional no acaba d'arribar per poc al límit comarcal.
És un terme allargassat de nord-oest a sud-est, de forma irregular, amb un apèndix al nord-est en direcció est que constitueix una mena de banya, en el mapa. L'extrem nord-oest del terme és la plana cerdana, a l'entorn dels 1.200 - 1.250 m alt. És la zona per on passa el Tren Groc, entre la Guingueta d'Ix i Er (a Naüja i Santa Llocaia no hi ha estació) i el Rec de Rigat. El poble d'Oceja és al límit sud-est d'aquesta plana, a 1.245 metres d'altitud. El punt més baix de tot el terme és a la llera del Rec de Rigat en el punt de la seva sortida d'aquest terme, cap al de la Guingueta d'Ix, a 1.187 m alt.
Els terços central i meridional de la comuna sòn els contraforts que s'enfilen cap a la carena axial dels Pirineus, i troben el punt més elevat del terme d'Oceja a 2.192 m alt, en el vessant nord-oest del Cim de Coma Morera, a l'extrem sud del terme. Des d'aquest punt, el termenal d'Oceja s'adreça cap al nord de forma bastant planera fins al Bosc de les Fonts, que es troba a 2.150 m alt, des d'on comença a davallar cap al nord-oest fins al Coll de Pradelles, a 1.990,3 m alt, des del qual continua aproximadament en la mateixa direcció cap a la Serra dels Lladres, entre els 1.735 i els 1.850. A la part baixa d'aquesta serra, el termenal, que és amb la comuna de Vallcebollera, gira cap al nord-est i comença a baixar cap a la llera de la Vanera, també anomenada Llavanera, a la qual arriba als 1.333,7 m alt. En travessar el riu, el termenal continua cap al nord-est, girant cada cop més cap a l'est, seguint el curs del Rec de Corbera, que remunta fins als 2.036,9 m alt, on troba el triterme d'Oceja amb Vallcebollera i Er.
Des d'aquest punt, el termenal, ara amb la comuna d'Er, segueix cap al nord-oest, i en un breu tram arriba al Puig d'Estaques, de 2.056,6 m alt, on hi ha el termenal d'Oceja i Er amb Santa Llocaia. Des d'aquest lloc, aquest nou termenal amb Santa Llocaia fa un arc còncau cap al nord-oest, fins que arriba a un nou triterme, d'Oceja i Santa Llocaia amb Naüja, situat en el Pla dels Llosers, a 1.885,5. El nou termenal, ara amb Naüja, marca un altre arc còncau, cap al sud, davallant per carenes secundàries fins al lloc de Pujals, a 1.341 m alt, on arriben les cases de més al nord-est del poble d'Oceja. Aleshores, el termenal acaba de baixar cap a la plana cerdana fins al Rec de Rigat, a 1.228 m alt.
A l'oest, des del punt inicial, en el vessant del Cim de Coma Morera, el termenal, per aquest costat amb Palau de Cerdanya, davalla cap al Coll de la Bassa, a 2.109,5 m alt. Aleshores, en direcció nord-oest, el termenal segueix una carena secundària fins als 2.035 m alt, lloc on comença a seguir el curs del Torrent de Palau, que més endavant és anomenat Rec de Tartàs i, encara posteriorment, Riu de Tartàs, curs d'aigua que segueix un tram llarg, fins als 1.666,5 m alt. En aquest lloc el termenal gira cap al nord-nord-oest en línia quasi recta fins al Torrent de la Font d'en Fabra, que travessa a 1.552,4 m alt, on gira cap al nord fins al Rec de la Placeta, que troba a 1.505,4 m alt, on torna a girar cap al nord-nord-oest. Segueix una línia arbitrària en aquella direcció, fins que arriba a Llongaderes, just a migdia de la població d'Oceja, a 1.218,8 m alt, on el termenal arriba a la plana cerdana.
El sector nord del termenal d'Oceja, situat tot ell en la plana cerdana, segueix un breu tram la Vanera cap a l'oest, després trenca cap al nord sense seguir cap accident geogràfic, i va seguint una línia arbitrària discontínua, seguint velles propietats senyorials i agràries. Passa ran del Liceu de la Plana Cerdana, i arriba al triterme entre Oceja, Palau de Cerdanya i la Guingueta d'Ix, a 1.188,5 m alt, a la carretera D - 10, prop del punt més baix de la comuna. Tot seguit, sempre de forma irregular i seguint propietats agràries, gira cap al nord-est fins que troba el triterme d'Oceja amb la Guingueta d'Ix i Naüja, a 1.214 m alt; aleshores, de la mateix manera gira primer cap al sud-est i després cap al sud, fins que arriba al Rec de Rigat, esmentat anteriorment.
El terme comprèn el curs mitjà de la Vanera, que travessa el terme de sud-est a nord-oest, així com una bona part dels seus afluents, com el curs d'aigua denominat el Riu, que prové de l'extrem meridional de la comuna, del vessant nord-occidental del Cim de Coma Morera. Marca una vall de muntanya, en la qual recull tot de torrents de muntanya.
Termes municipals limítrofs:
| La Guingueta d'Ix | Naüja | Santa Llocaia      |
| Palau de Cerdanya |       | Er / Vallcebollera |
|                   |       |                    |

.

### El poble d'Oceja

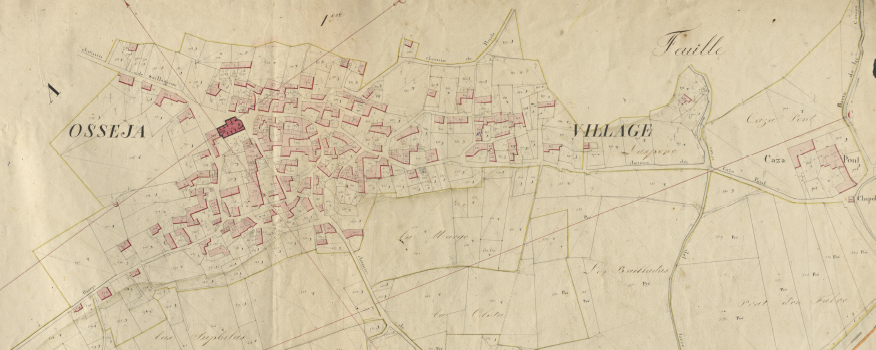
Oceja en el Cadastre Napoleònic del 1812 (Arxius Departamentals dels Pirineus Orientals)

El nucli d'Oceja és a migdia del terç septentrional de la comuna, a la dreta de la Vanera, a la franja que divideix la muntanya de la plana. El nucli vell de la població és força agrupat, sense arribar a formar un nucli clos, amb l'església de Sant Pere d'Oceja en el seu sector nord-oest. Dins del nucli de població es troba també la capella de la Mare de Déu del Roser d'Oceja, a la casa de repòs de les Germanes Dominiques.
En els darrers cinquanta anys, el nucli urbà s'ha estès considerablement, tant a la plana com en els costers que envolten el poble vell sobretot a l'est i nord-est. El creixement s'ha produït pràcticament en totes les direccions, i han quedat pràcticament units Oceja i Palau de Cerdanya. Precisament a la zona d'Oceja propera a Palau de Cerdanya hi ha el Liceu La Perla Cerdana i l'hospital, que, en conjunt, ocupen una zona molt àmplia.
Dins de la plana cerdana, és una situació privilegiada, equidistant, aproximadament, de Puigcerdà i Sallagosa, les dues capitals cerdanes tradicionals (Llívia a part), cosa que ha convertit Oceja en un dels principals nuclis cerdans gràcies a l'especialització dels seus serveis sanitaris, la proximitat a Puigcerdà i la seva bona situació. Entre les activitats lúdiques i tradicionals que organitza destaca la del Concurs de Gossos d'Atura, cada juliol, per la seva freqüència i rellevància.

## Transports i comunicacions

### Carreteres
Oceja està molt ben comunicat per carretera. No hi passen les carreteres vertebrals de la comarca, la N - 116 i la N - 20, però es troba a poca distància de totes dues, sobretot de la N - 116. Uneix el poble d'Oceja amb aquestes carreteres d'una banda la D - 30, amb una variant, la D - 30b, i la D - 70.
La D - 30 (Ur - Vallcebollera) uneix Oceja amb els pobles cerdans propers: cap al sud-est, Vallcebollera (4 km); cap al nord, a través del terme de Santa Llocaia, Càldegues i Ur; la seva variant D - 30b fa de via ràpida d'enllaç de les dues carreteres pel nord del poble i arriba fins a Palau de Cerdanya en direcció sud-oest en un parell de quilòmetres.
La D - 70 (La Guingueta d'Ix - Oceja) enllaça aquestes dues poblacions en un breu traçat de 4 quilòmetres.

### Ferrocarril
La comuna té l'estació d'Oceja, de la línia del Tren Groc, que travessa el terme comunal entrant-hi pel nord-oest, procedent de la Guingueta d'Ix, i sortint-ne pel nord-oest, en direcció a Sallagosa (no hi ha estació ni a Naüja ni a Santa Llocaia. A la part final, la via fèrria fa una breu incursió en el terme de Naüja, per retornar a Oceja i entrar definitivament a Naüja després.

### Transport públic col·lectiu
Per Oceja passa la línia 260, que uneix Perpinyà amb la Cerdanya passant per Prada, fins on és directa des de la capital del Rosselló, Rià, Vilafranca de Conflent, Serdinyà, Oleta, Toès, Fontpedrosa, Fetges, Montlluís, Bolquera, Font-romeu, Èguet, Targasona, Angostrina, Vilanova de les Escaldes, Ur, Enveig, la Tor de Querol, la Cabanassa, Sallagosa, Er, Naüja, Oceja, la Guingueta d'Ix, Ur (fent un bucle a l'Alta Cerdanya), Enveig, la Tor de Querol, Porta i Portè. Aquesta línia circula de dilluns a dissabte amb quatre serveis diaris en direcció a la Cerdanya i cinc en direcció a Perpinyà, més un servei diari extra divendres i dissabte i tres serveis en cada direcció el diumenge. També hi funciona el Servei a la demanda, com a les altres comunes nord-catalanes.

## Activitats econòmiques
En el terme d'Oceja hi ha poc més de 300 hectàrees conreades, de les quals quasi el 90% són dedicades a prats i pastures; només una trentena es dedica al conreu de cereals, i una mitja dotzena a pereres i a hortalisses. La ramaderia és important, amb uns 200 caps de bestiar oví, uns 500 d'oví i quarantena de cabrum i equins.
Modernament, Oceja s'ha convertit en zona climàtica, amb hospitals, centres de repòs i de rehabilitació, convalescència i recuperació de malalts, etc. Això ha generat un cert turisme estacional. A més, hi ha algunes empreses, sobretot de construcció i d'elaboració de cervesa i vi.

## Història

### Edat mitjana
A part que Oceja és citada a l'Acta de consagració de la Catedral d'Urgell, que abans es creia datada a finals del segle ix i, en canvi, recentment s'ha datat a primeries del segle xi, el primer esment cert d'Oceja és de l'any 947, quan l'església de la villa Ulceia és donada pel bisbe Guisad d'Urgell a Sant Pere de Rodes. Ara bé, la senyoria de la Vall d'Oceja, que comprenia Oceja, Corbera, el Puig i Vallcebollera, pertanyia als comtes de Cerdanya. L'any 1.030, el comte Guifré II de Cerdanya renuncià a certs drets i oferí als habitants de la vall les pastures, els cursos d'aigua i els boscs de tota la vall.
Ja als darrers temps de l'Edat Mitjana, segle xiii, posseïen drets i terres a Oceja una de les abadies de Besalú (no se sap si la de Santa Maria o la de Sant Pere) i el Monestir de Sant Pere de la Portella.

### Edat Contemporània
Entre 1974 i 1984, Oceja tingué annexionada la comuna, veïna al sud-est, de Vallcebollera.
comtes de Cerdanya

## Demografia

### Demografia antiga
La població està expressada en nombre de focs (f) o d'habitants (h)
| 62 f | 38 f | 23 f | 37 f | 39 f | 78 f | 904 h | 123 f | 674 h | 170 f |

(Fonts: Pélissier, 1986.)
Notes :
- 1365: dels quals, 3 f per a Concellabre (ara pertanyent a Santa Llocaia);
- 1378: dels quals, 6 f per a Concellabre:
- 1515: dels quals, 1 f per a Concellabre;
- 1720: per a Oceja i la seva vall.

### Demografia contemporània
| Evolució de la població |      |      |      |       |      |      |       |       |
| 1793                    | 1800 | 1806 | 1821 | 1831  | 1836 | 1841 | 1846  | 1851  |
| 503                     | 814  | 969  | 928  | 1.085 | 880  | 954  | 1.081 | 1.039 |

| 1856  | 1861  | 1866  | 1872  | 1876  | 1881 | 1886 | 1891 | 1896 |
| ----- | ----- | ----- | ----- | ----- | ---- | ---- | ---- | ---- |
| 1.014 | 1.020 | 1.053 | 1.104 | 1.067 | 967  | 904  | 854  | 885  |

| 1901 | 1906 | 1911 | 1921 | 1926 | 1931 | 1936 | 1946  | 1954  |
| ---- | ---- | ---- | ---- | ---- | ---- | ---- | ----- | ----- |
| 735  | 754  | 744  | 628  | 613  | 651  | 726  | 1.082 | 1.283 |

| 1962  | 1968  | 1975  | 1982  | 1990  | 1999  | 2006  | 2007  | 2008  |
| ----- | ----- | ----- | ----- | ----- | ----- | ----- | ----- | ----- |
| 1.096 | 1.082 | 1.157 | 1.304 | 1.274 | 1.282 | 1.467 | 1.480 | 1.493 |

| 2013  | 2016  |
| ----- | ----- |
| 1.333 | 1.323 |

Fonts: Ldh/EHESS/Cassini fins al 1999, després INSEE a partir deL 2004

### Evolució de la població

Població 1962-2008

## Administració i política

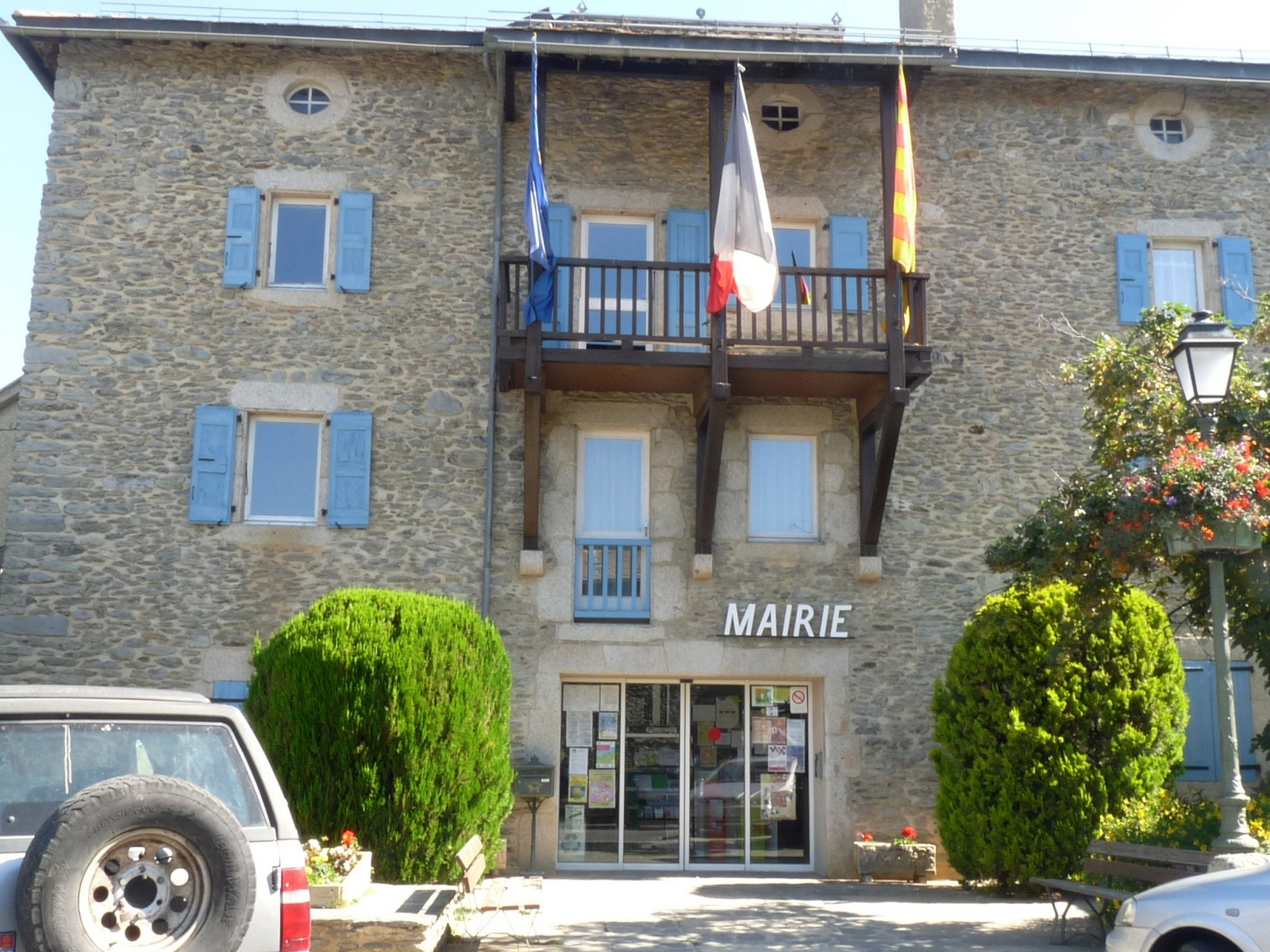
La Casa del Comú d'Oceja

### Batlles
| Alcalde             | Període                             |
| ------------------- | ----------------------------------- |
| Josep Llanas        | 1792 - 1794                         |
| Rafael Fortuny      | 1794 - 1795                         |
| Francesc Bagaria    | 1795 - 1795                         |
| Mateu Dorban        | 1795 - 1796                         |
| Pere Vallès         | 1796 - 1798                         |
| Francesc Martí      | 1798 - 1800                         |
| Francesc de Pont    | 1800 - 1826                         |
| Jacinta Llondres    | 1826 - 1828                         |
| Antoni de Maurí     | 1828 - 1830                         |
| Francesc de Pont    | 1830 - 1831                         |
| Josep Llanas        | 1831 - 1832                         |
| Isidre Patau        | 1832 - 1832                         |
| Josep Llanas        | 1832 - 1833                         |
| Isidre Patau        | 1833 - 1837                         |
| Francesc Puget      | 1837 - 1840                         |
| Josep Moragas       | 1840 - 1848                         |
| Francesc Puget      | 1848 - 1848                         |
| Guillem Caussada    | 1848 - 1849                         |
| Pere Llondre        | 1849 - 1853                         |
| Pere Puget          | 1853 - 1867                         |
| Guillem Caussada    | 1867 - 1869                         |
| Jordi Joan Armengol | 1869 - 1870                         |
| Josep Moragas       | 1870 - 1871                         |
| Pere Puget          | 1871 - 1878                         |
| Cosme Iglesis       | 1878 - 1884                         |
| Pere Puget          | 1884 - 1886                         |
| Cosme Argentí       | 1886 - 1888                         |
| Pere Puget          | 1888 - 1889                         |
| Pere Fortuny        | 1889 - 1912                         |
| Adolf Fortuny       | 1912 - 1915                         |
| Joan Pont           | 1915 - 1919                         |
| Adolf Fortuny       | 1919 - 1925                         |
| Josep Fortuny       | 1925 - 1935                         |
| Salvador Calvet     | 1935 - 1945                         |
| Cosme Surroca       | 1945 - 1971                         |
| Pau Foulquié        | 1971 - 1988                         |
| Firmin Puente       | 1988 - 1989                         |
| Paul Soulié         | 1989 - 2001                         |
| Daniel Delestré     | Març del 2001 - 13 d'abril del 2019 |
| Roger Ciurana       | 24 d'Abril del 2019 - Moment actual |

### Legislatura 2014 - 2020

#### Batlle
- Roger Ciurana.

#### Adjunts al batlle[11]
- 1a: Rose-Marie Esteva
- 2n: Michel Orriols
- 3a: Valérie Delès
- 4t: Jean Bonfill.

#### Consellers municipals
- Agnès Chadefaux
- Bernard Clement
- Elisabeth de Pastors
- Nathalie Deluc
- Albert Frigola
- Alain Laffont
- Sandrine Martinez
- Marc Puente
- Fabrice Raynaud
- Nadine Reig.

### Adscripció cantonal
Des de les eleccions cantonals del 2015, Naüja forma part del Cantó dels Pirineus Catalans.

### Serveis comunals mancomunats
Naüja pertany a la Comunitat de comunes Pirineus Cerdanya, amb capitalitat a Sallagosa, juntament amb Angostrina i Vilanova de les Escaldes, Dorres, Enveig, Èguet, Er, Estavar, la Guingueta d'Ix, Llo, Oceja, Palau de Cerdanya, Porta, Portè, Sallagosa, Santa Llocaia, Targasona, La Tor de Querol, Ur i Vallcebollera.

## Ensenyament i Cultura
A Oceja hi ha una escola pública maternal i una de primària, situades totes dues a la zona nord del nucli urbà, però allunyades entre elles. A Palau de Cerdanya hi ha també l'escola elemental pública Joan Cayrol. A nivell d'ensenyaments secundaris, a Oceja mateix hi ha el Liceu professional públic La Perla Cerdana, i els estudiants d'Oceja poden assistir també al col·legi públic Cerdanya, de la Guingueta d'Ix i al privat El Bosc, d'Odelló. Pel que fa al batxillerat, hi existeixen el ja esmentat La Perla Cerdana, el Liceu Professional Agrícola del Mas Blanc, i el Liceu Climàtic i Esportiu Pierre de Coubertin, de Font-romeu.

### Festes i tradicions
A Oceja se celebren, any rere any, a més del mercat popular de dijous al centre del poble, diverses festes populars i tradicionals:
- Festa de l'excursionisme català, el mes de febrer
- Focs de Sant Joan, la nit del 23 de juny (vetlla de Sant Joan)
- Festa patronal de Sant Pere, 29 de juny
- Marxa dels contrabandistes, amb versió nocturna, el darrer diumenge de juny
- Concurs internacional de gossos d'atura, el darrer diumenge de juliol
- Aplec sardanista, el segon diumenge d'agost
- Festa del llac i del territori
- Festa dels trobadors d'Oceja, dijous i divendres tercers d'agost
- Nadal dels artesans i Mercat del territori, el primer cap de setmana de desembre.

## Llocs d'interès
- Església parroquial de Sant Pere d'Oceja. L'església, originàriament romànica, fou molt modificada al segle xix; tot i això, conserva un patrimoni interessant, malgrat que el seu frontal romànic es trobi a Perpinyà.

## Persones il·lustres
- Pere Pont i Bosom (1582-1655), noble català, membre de la Diputació del General
- Andreu Pont (1606-1653), 98è President de la Generalitat de Catalunya